# Many Kisses
Many Kisses è il settimo singolo del duo musicale italiano Krisma, pubblicato nel 1980 come primo estratto dal terzo album Cathode Mamma.

## Descrizione
Il brano, caratterizzato da una ripetitiva linea melodica dominata dalla tastiera di Hans Zimmer, sul finire dell'anno divenne un vero e proprio tormentone tanto da arrivare a scalzare nelle prime posizioni di classifica brani come Amico di Renato Zero e Upside Down di Diana Ross.
Del singolo sono state pubblicate più edizioni, con differenti lati B. L'edizione internazionale, con maggiori varianti, oltre alla title track, contiene il brano Rien ne va plus. Un'edizione per il mercato olandese vede sul lato B il brano Cathode Mamma, title track del singolo successivo. Un'edizione successiva del 1983, stampata su 12" per il mercato statunitense, vede sul lato B il brano Water, anch'essa title track di un successivo singolo. L'edizione Polydor internazionale con sul lato B il brano Rien ne va plus è stata ristampata in 7" nel 2015.
Il singolo ha inoltre avuto una rotazione su jukebox, essendo stato pubblicato in due versioni 7" promo per questo dispositivo, entrambe su etichetta Polydor: una con sull'altro lato del disco il brano Over You dei Roxy Music, l'altra con sull'altro lato del disco il brano Rosa di Nada.

## Tracce
7" internazionale 1980
1. Many Kisses – 3:34 (Maurizio Arcieri e Peter Sibley)
2. Rien Ne Va Plus – 3:31 (Maurizio Arcieri e Peter Sibley)

Durata totale: 7:05
7" Paesi Bassi 1981
1. Many Kisses (Maurizio Arcieri e Peter Sibley)
2. Cathode Mamma

7" promo USA 1983
1. Many Kisses (Stereo) – 4:15 (Maurizio Arcieri e Peter Sibley)
2. Many Kisses (Stereo) – 4:15 (Maurizio Arcieri e Peter Sibley)

Durata totale: 8:30
12" USA 1983
1. Many Kisses – 4:37 (Maurizio Arcieri e Peter Sibley)
2. Water – 4:57 (Krisma)

Durata totale: 9:34